# Robert Mambo Mumba
Robert Mambo Mumba, född 25 oktober 1978 i Mombasa, är en kenyansk fotbollsspelare som spelar för FC Copa. 

## Klubbkarriär
Tidigare har han spelat 51 matcher (11 mål) i Allsvenskan (Örebro SK, BK Häcken och GIF Sundsvall) samt 43 matcher (9 mål) i Superettan. Han har även tränat Dalkurd FF säsongen 2013.
I december 2007 skrev han på ett treårskontrakt med GIF Sundsvall som då avancerat till Allsvenskan och lämnade då sin tidigare klubb BK Häcken till säsongen 2008.
År 2010 blev han utlånad till Umeå FC som spelar i Division 1 Norra. Inför säsongen 2011 valde han att gå till Dalkurd FF i samma serie innan han 2014 gick till FC Gute.
Inför säsongen 2017 gick Mambo Mumba till division 4-klubben Levide IF. Han gjorde fyra mål på tre matcher för klubben. Hösten 2017 gick Mambo Mumba till Ekerö IK. Han spelade fyra matcher för klubben under hösten 2017. Säsongen 2018 spelade Mambo Mumba nio matcher och gjorde fem mål för Dalhem IF i Division 6.
Inför säsongen 2019 gick Mambo Mumba till division 4-klubben FC Copa. Han debuterade och gjorde ett mål den 24 april 2019 i en 4–1-vinst över IF Hansa-Hoburg. Mambo Mumba spelade åtta matcher och gjorde lika många mål under säsongen 2019.

## Landslagskarriär
Mambo Mumba har spelat 54 matcher för det kenyanska landslaget och gjort 15 mål, bland annat i Afrikanska mästerskapet i fotboll 2004. 

## Tränarkarriär
2013 var Mambo Mumba tränare för Dalkurd FF. Inför säsongen 2018 blev han klar som tränare i Dalhem IF. Klubben skulle egentligen spelat i Division 3 men tvingades dra sig ur seriespelet och fick istället spela i Division 6. Inför säsongen 2019 blev han klar som tränare i FC Gutes U17-lag.